# Omphaliaster
Омфаліастер (Omphaliaster) — рід грибів родини Tricholomataceae. Назва вперше опублікована 1971 року.

## Поширення та середовище існування
В Україні зроста Омфаліастер зірковоспоровий Omphaliaster asterosporus.

## Класифікація
Згідно з базою MycoBank до роду Omphaliaster відносять 7 офіційно визнаних видів:
- Omphaliaster asterosporus
- Omphaliaster borealis
- Omphaliaster ianthinocystis
- Omphaliaster kyrtosporus
- Omphaliaster nauseodulcis
- Omphaliaster obolus
- Omphaliaster palustris